# SWC (기업)
SWC(구.삼성시계, 三星時計, SWC, Samsung Watch Company)는 대한민국의 시계 제조 기업이다.

## 연혁
삼성시계는 창업 아래 10년간 성장사를 써왔으며, 오늘날 세계적인 시계 업체로 도약하였다.
1983년 삼성시계를 창립하면서 시계사업에 진출하게 된다. 9월 일본 세이코사와 기술제휴 체결하고 스위스 론진사와 기술제휴 체결을 했다.
예전에 MBC와 시보광고의 계약을 맺고 1980년대 후반부터 1990년대 후반까지 시보를 담당하였다.

### 1980년대
- 1983년 6월 삼성시계 설립
- 1983년 9월 일본 SEIKO사와 기술제휴 체결
- 1985년 8월 스위스 LONGINES사와 기술제휴 체결
- 1987년 12월 국내 손목시계시장 점유 1위 달성
- 1989년 11월 삼성그룹 TPI 대회 금상수상

### 1990년대
- 1995년 1월 스위스 케이스 전문제조업체 PIQUEEREZ 브랜드 인수
- 1996년 9월 국내최초 가자브랜드 (뷰렛) 미국수출
- 1997년 4월 미국 MAJOR 유통본격 진출 (TOUREAU, STERLING)
- 1997년 8월 150년 역사 스위스 시계제조업체 "HAAS & CIE" 브랜드 입수
- 1998년 11월 삼성그룹에서 계열 분리[2], 신규법인 SWC CORPRATION 설립
- 1998년 12월 시계수출 $1500만 불 달성
- 1999년 9월 품질보증 ISO-9001인증 획득

### 2000년대
- 2002년 1월 수출용 신규브랜드 "SWC" 출시
- 2002년 2월 수출전문 브랜드 SWC 출시 및 수출
- 2002년 6월 KAPPA 디지털 출시
- 2002년 9월 한국능률협회 컨설팅 선정 "고객만족 최우수 기업"
- 2002년 10월 HAAS & CIE 러시아 및 동유럽 수출
- 2003년 2월 까르푸 직영매장 운영
- 2003년 4월 HAAS & CIE 한국능률협회 선정
- 2003년 9월 (주)SWC로 법인명 CI 변경
- 2003년 12월 인터넷 쇼핑몰 "SWCSHOP" 오픈
- 2004년 9월 SWC챌린저 축구클럽 장단
- 2004년 10월 기업선물 사이트 "swcgift.com' 오픈
- 2004년 11월 무역의 날 산업자원부 장관상 수상
- 2004년 12월 ISO9001 인증 연장
- 2004년 12월 수출 유공 기업 표창
- 2005년 3월 제 23회 상공의 날 '모범 상공인' 수상
- 2005년 4월 카파시계 디자인 공모전 개최
- 2005년 8월 《뷰렛》 미국 홈쇼핑 진출
- 2005년 9월 연예인 축구팀 '뷰렛시스템'팀 창단
- 2005년 9월 세계 한상대회 참가
- 2005년 10월 성남 중소벤처기업 일반부문 대상 수상
- 2005년 12월 카파 우수산업디자인 본상 수상(조달청 수상, 디자인진흥원장상)
- 2006년 3월 시계산업 30주년 행사 개최
- 2006년 4월 스위스 바젤 전시회 참가
- 2006년 7월 기술혁신형 중소기업(INNOBIZ) 선정
- 2006년 9월 홍콩 시계 전시회 참가
- 2006년 9월 경기도 유망 중소기업 선정
- 2006년 10월 러시아 모스크바 전시회 참가
- 2007년 4월 D.Factory 브랜드 해외시장 런칭
- 2007년 9월 홍콩 시계 전시회 '브랜드 네임 갤러리' 참가
- 2007년 9월 스위스 바젤 전시회 참가
- 2007년 12월 D.Factory 브랜드 올해의 제품 선정
- 2008년 4월 서울 국제 시계보석 전시회 참가
- 2008년 4월 스위스 바젤전시회 참가
- 2008년 5월 미국 JCK 라스베이거스 쇼 참가
- 2008년 9월 총콩 시계 전시회참가
- 2008년 10월 성남 우수상품 박람회 참가
- 2008년 10월 러시아 골든 글로브 전시회 참가
- 2008년 10월 러시아 모스크바 전시회 참가
- 2009년 3월 스위스 바젤전시회 참가

## 주요 브랜드
- 엑시토가 (스페인)
- SWC
- 카파
- 하스앤씨 (스위스)
- 뷰렛(스위스)
- 쎄씨
- 티팩토리(D.F)

이전 브랜드
- 돌체(Dolce) (1988 ~ 1997)
- 론진(Longines) (1990 ~ 1992)
- 프라임 (1989 ~ 1990)
- 롤라이(Rollei) (1995 ~ 1997)
- 타파 (1989~1995)